# Ermida de Santa Ana da Lagoa

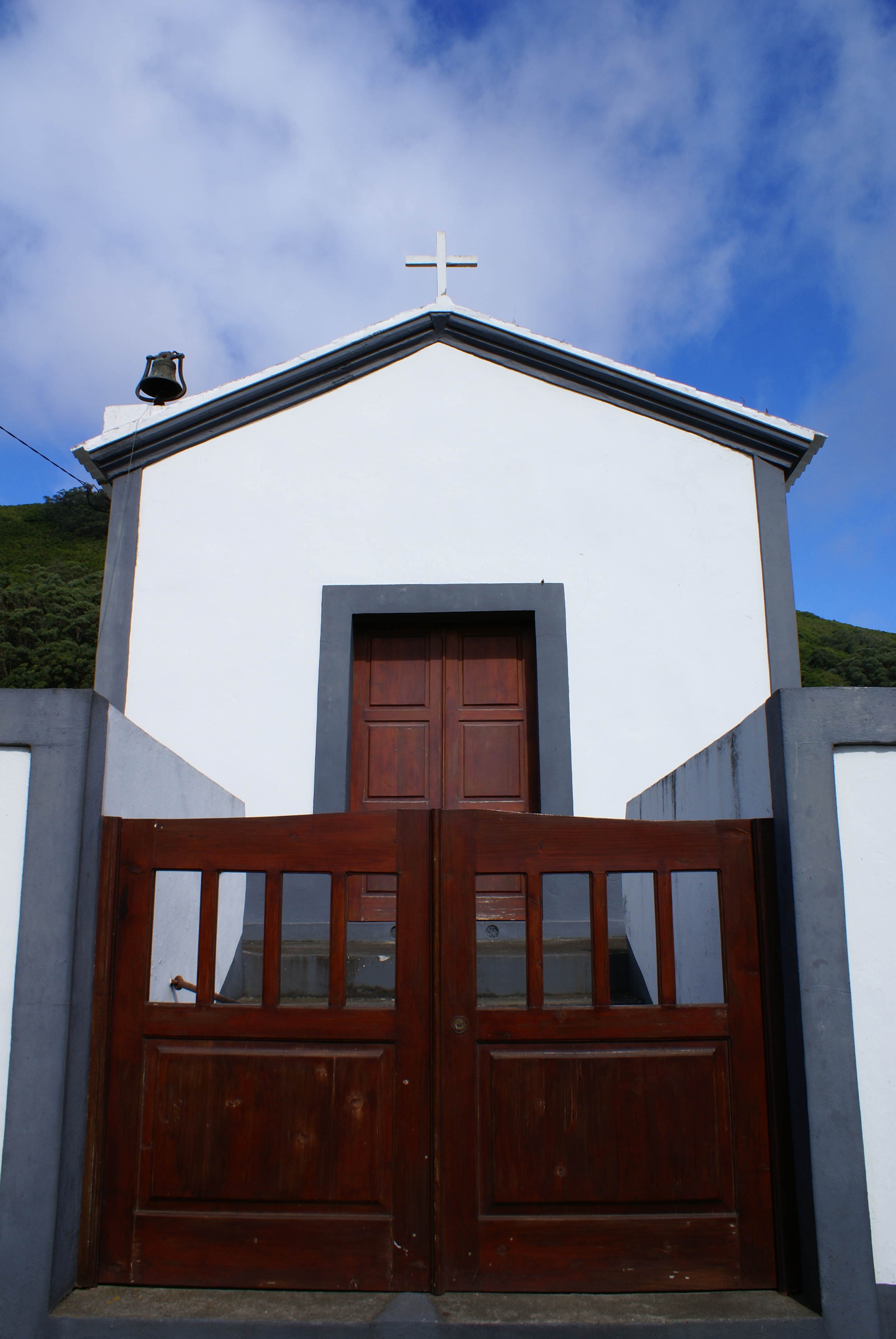
Ermida de Santa Ana da Lagoa, Lagoa.

A Ermida de Santa Ana da Lagoa localiza-se na aldeia da Lagoa, no concelho de Santa Cruz da Graciosa, na ilha Graciosa, nos Açores.